# Laccophilus tranversus
Laccophilus tranversus är en skalbaggsart som beskrevs av Mouchamps 1959. Laccophilus tranversus ingår i släktet Laccophilus och familjen dykare. Inga underarter finns listade i Catalogue of Life.